# Strongylosoma naviculare
Strongylosoma naviculare är en mångfotingart som beskrevs av Carl 1902. Strongylosoma naviculare ingår i släktet Strongylosoma och familjen orangeridubbelfotingar. Inga underarter finns listade i Catalogue of Life.